# Silvia Berg
Silvia Maria Pires Cabrera Berg (São Paulo, 1958), é uma compositora brasileira de música contemporânea.
Graduou-se na Universidade de São Paulo. Recebeu em 1984 uma bolsa de estudos do CNPQ que lhe permitiu prosseguir sua formação na Europa. Estabeleceu-se em 1985 na Dinamarca, estudando regência na Universidade de Copenhague. Foi regente do Ensemble Øresund de Copenhague entre 1998 e 2000. Também esteve à frente do AmaCantus.
De volta ao Brasil, foi chefe do Departamento de Música da USP entre 2009 e 2013.

## Obras
- 1998 - Casas de Pedra
- 1999 - O Porto e Outros Portos

Det var en lordag aften
- 2000 - Três canções com texto de Hans Christian Andersen
- 2001 - Ubi Caritas

Campanis cum Cymbalis
- 2002 - Pêndulo
- 2003 - Lembranças de um Mundo Antigo

Água Nocturna
Vinter
Old bossa remixed
- 2004 - Waving Surfaces
- 2005 - Borders

...the angels will lift you up
- 2007 - Springtime Songs

Dobles del Páramo
Autumm
O Pássaro Imaginário
- 2008 - Processions
- 2009 - Malabares

Oração para Aviadores (sobre poema de Manuel Bandeira)